# Corticaria fastigata
Corticaria fastigata es una especie de coleóptero de la familia Latridiidae.

## Distribución geográfica
Habita en la India.